# Ibiricu de Yerri
Ibiricu de Yerri (cooficialmente en euskera: Ibiriku Deierri) es una localidad y un concejo del municipio del Valle de Yerri, Comunidad Foral de Navarra (España), situada en la Merindad de Estella, en comarca de Estella Oriental y a 46 km de la capital de la comunidad Pamplona. Sus población en 2014 era de  55 habitantes (INE).

## Toponimia
El nombre Ibiriku probablemente puede relacionarse con las voces vascas ibi ‘vado’ e iri ‘cerca’. Algunos autores sugieren que el sonido final -cu podría ser una variación del genitivo locativo -ko ‘de’. De esta manera obtendríamos el significativo nombre de ‘el lugar cerca del vado’.
Julio Caro Baroja, plantea otra hipótesis sobre el origen del nombre. Señala que relacionar el nombre con el «vado» presenta una dificultad: no hay ningún vado, ningún río o similar por donde se puede pasar andando o en cabalgadura. Como consecuencia plantea que el nombre pudiera tener origen en la denominación de los lugares en época romana. 

En todo caso, si consideramos la existencia no lejana de un Ibero, así como la aparición en la antroponimia romana de la zona de una Ibera, habría que dejar hueco a la posibilidad de que éste nombre (que se repite) se halle incluso en relación con el del mismo río Ebro en sus formas viejas

Las referencias medievales a la localidad en los Libros de fuegos de la Merindad de Estella (1257, 1268, 1280, 1350, 1366, 1427) o en la Colección Diplomática de Irache nos hablan ya de un Iuiricu, Ybiricu, Yuiricu, Yuyricu, Yviricu. 
A los habitantes de Ibiricu se les llama de manera popular por la zona «aguafrías», seguramente por el gran número de fuentes que hay diseminadas por su término municipal. También se cantaba aquello de:

En Lezáun se crían hayas, 
en Iturgoyen los bojes, 
en Riezu las zumericas 
y en Muez se crían txantxotes. 
En Ibiricu aguafría, 
en Iruñela melones, 
y en el pueblo Villanueva 
se crían los cabezones.

## Geografía
Ibiricu de Yerri está situado en la zona septentrional de la Merindad de Estella, se ubica en las inmediaciones del parque natural Urbasa-Andía, a 10 km de Estella y a 46 km de la capital navarra, Pamplona. Limita al norte con Lezáun, al sur y al oeste con Abárzuza, y al este con Iruñela. 
El entorno natural de la localidad es de gran calidad ambiental. El pueblo se orienta hacia el sur, mirando a las tierras de cultivo del Valle de Yerri. Hacia el norte, el panorama cambia y lo constituyen frondosos bosques de encinas y robles, que conforme se va ascendiendo hacia la zona de Allide, donde se puede contemplar la divisoria o frontera entre la Sierra de Urbasa y  la Sierra de Andía, la vegetación mediterránea se va sustituyendo por amplios hayedos, lo que permite disfrutar de unos bellos recorridos por su término municipal. 
Una gran parte de su término lo compone el Facero 22, el cual comparte en régimen de 1/3 con la localidad vecina de Abárzuza. El facero o la facería es una institución de orígenes inciertos pero íntimamente relacionado con la propiedad pacífica y comunal de los límites municipales: en este caso, de los bosques y/o prados de aprovechamiento común entre las gentes de Abárzuza e Ibiricu de Yerri.

### Geología
Especialmente en la zona de Lizarrate se pueden observar distintos fenómenos naturales (paredes de roca especialmente) que se relacionan con la Falla de Estella - Dax (en algunos lugares conocida como Falla de Pamplona, en otros como Estella - Elizondo), interesante accidente natural que para algunos geólogos viene a señalar el límite entre el Pirineo Occidental y la Cuenca Vasco-Cantábrica. Esta falla se orienta en dirección NE-SO y uno de sus reflejos superficiales más evidente es el jalonamiento o alineación de diapiros navarros: Salinas de Añana, Maestu, Estella (Santa Bárbara=, Lácar, Salinas de Oro, Ulzurrun, Anoz, etc.). Dicho accidente no supone un límite arbitrario, ya que a ambos lados del mismo, se aprecia una importante variación de las características estratigráficas y estructurales de los materiales aflorantes

## Historia
En la zona de las parcelas de Allide o Ibiricu se han encontrado numerosos restos de talla de sílex, lo que nos señala la presencia de asentamientos humanos en época prehistórica. Forma parte de ese momento, a lo largo de las edades del Cobre y del Bronce, cuando por toda la comarca de Tierra Estella se levantaron numerosos asentamientos al aire libre constituidos por la agrupación natural de sencillas chozas, al tiempo que también se utilizaron las cuevas en la sierra y se construyeron los dólmenes con fines funerarios. Confirmaría y apoyaría ésta hipótesis la presencia cercana de las áreas dolménicas de Urbasa-Andía y el vecino Covacho de Cerroviejo el cual cuenta con dos pequeñas galerías y en épocas protohistóricas se realizaron inhumaciones en su interior.
También se localizó un pequeño lote de materiales romanos hallados en un área muy reducida (15 x 25 m.) del término de Allide. El mismo fue interpretado por Pedro Argandoña como una posible presencia militar en las estribaciones de la sierra de Andía. La prospección realizada en 2008 por Martínez Velasco ha confirmado que se trata de un pequeño puesto militar asociado a un camino, y que estuvo en activo en los siglos I y II d. C.
En la salida del pueblo, una vez pasada la fuente de Itxaradia hacia la zona del Mirandero se pueden observar restos de una antigua necrópolis, probablemente de época alto-medieval.
Pero la historia de la localidad siempre estuvo íntimamente en relación con el vecino Monasterio de Santa María la Real de Iranzu, el cual poseía en el siglo XIII la iglesia y nueve vecinos pecheros del lugar. Como es frecuente en la zona de Tierra Estella, el también cercano y poderoso Monasterio de Santa María la Real de Irache contó con propiedades y heredades en su término municipal.
El Diccionario geográfico-histórico de España de la Real Academia de la Historia de 1802 señalaba que la justicia ordinaria se turnaba entre los vecinos, tenía una cosecha de 1600 robos de cereal, además de verduras y frutas, siendo su población de 69 habitantes. En 1847 los niños acudían a las escuelas de Iruñela y Abárzuza; los caminos todos eran locales, y se recibía el correo por el valijero del valle desde Estella dos veces por semana.

## Demografía
Evolución de la población en los últimos años:
| 1996 | 1998 | 1999 | 2000 | 2001 | 2002 | 2003 | 2004 | 2005 | 2006 | 2007 | 2008 | 2009 | 2010 |
| ---- | ---- | ---- | ---- | ---- | ---- | ---- | ---- | ---- | ---- | ---- | ---- | ---- | ---- |
| 64   | 62   | 59   | 61   | 59   | 61   | 60   | 59   | 59   | 56   | 56   | 57   | 55   | 59   |

## Administración y política
La localidad está administrada por un concejo formado por un presidente y una junta de 4 vocales. Desde las elecciones concejiles de 2007 su presidente es Juan Cruz Munárriz, y los vocales de la junta Miguel Múgika, Eusebio Urdangarain, Iranzu García de Eulate y Pedro J. López Izcue.

## Cultura

### Patrimonio
En el casco urbano se encuentra la Iglesia de San Juan Evangelista, de origen románico con influencias cistercienses (probablemente recogidas del vecino Monasterio de Santa María la Real de Iranzu), aunque como en tantas iglesias de la zona, en el siglo XVIII fue modificada y hoy en día presenta una mezcla de pocos elementos medievales en un conjunto barroco.  
Tiene planta de nave única de tres tramos cubiertos con bóveda de lunetos y capilla mayor de testero recto y el mismo tipo de cubierta. En el tramo anterior al presbiterio se añadieron sendas capillas iguales, cubiertas con bóveda de cañón. En el primer tramo de la nave se encuentra situada la torre campanario a la que se accede desde el interior por una escalera adosada al muro de la epístola. El acceso tiene lugar por el lado de la epístola con portada gótica (de hacia 1300) con puerta de arco apuntado y doble arquivolta sobre capiteles talados con motivos vegetales. En su interior el retablo mayor es una obra de estilo modernista de comienzos del siglo XX. En el ático conserva un Calvario reutilizado de otro retablo anterior (siglo XVII) bastante restaurado. En las capillas colaterales hay sendos retablos neoclásicos (siglo XIX) de traza similar, con la advocación del Corazón de Jesús (epístola) y de la patrona de la localidad, la Virgen del Rosario (evangelio). En ellos se aprovecharon elementos de otros retablos del siglo XVII. En una de las calles laterales del retablo del Sagrado Corazón existe una imagen de San Cristóbal (segunda mitad del siglo XVI) muy deteriorada, probablemente procedente de la ermita de dicha advocación que se encuentra en la zona de Allide.
También son destacables varios de sus edificios civiles (Casa Grande, Casa Azpilicueta, Casa Asarta, entre otras) muestra selecta de distintos formatos de las casas navarras de montaña. 
En la zona de Allide es posible observar la recientemente restaurada Ermita de San Cristóbal, probablemente de origen medieval, dado su emplazamiento en un encuentro de caminos rurales.

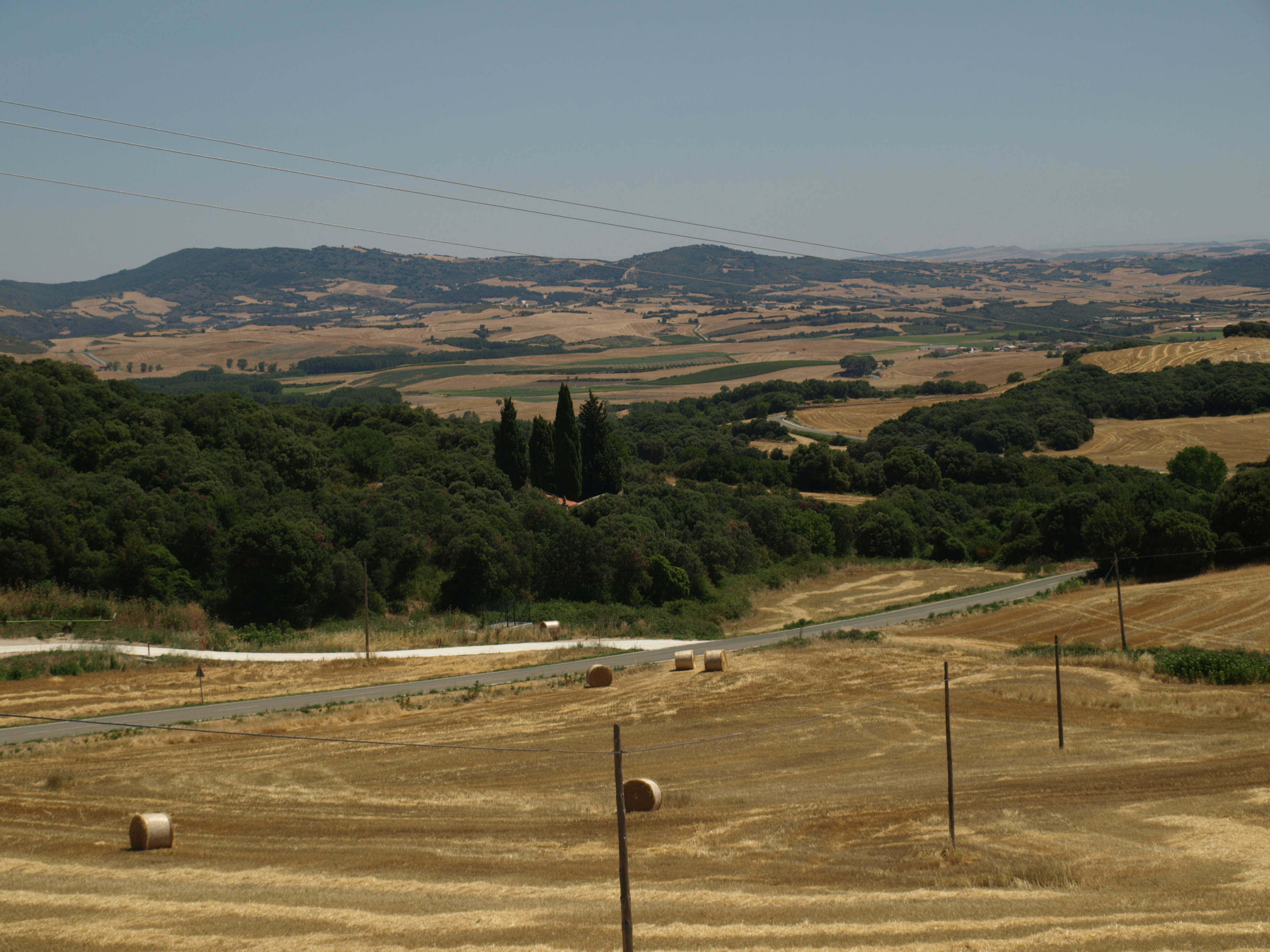
La carretera a Estella, desde el pueblo de Ibiricu de Yerri.

### Leyendas
En el término de El Tángano, donde se unen los términos de Lezáun, Ibiricu y Abárzuza hay un gran piedra labrada que hace de muga y que recibe el nombre de «La Chila». El origen de esta piedra es incierto, aunque en Ibiricu se contaba una leyenda sobre su origen. Esta leyenda dice que en el cercano término de Lizarrate vivían unos hombres muy grandes y fuertes que se divertían colocando una enorme taza de chocolate en la cima del monte Dulanz, y quien quisiera hacerse con el chocolate debía tirar una piedra desde Montejurra y acertarle a la taza. Una vez el tiro se les quedó corto y esa piedra no es otra que la mencionada Chila y por esa vez se quedaron sin su ansiada taza de chocolate. No obstante los de Lezáun cuentan que la tiró Sansón desde la muga de Francia, aunque también se cuenta que la puso un hombre muy fuerte llevándola a hombros desde Oldériz, donde le fue cargada por veinte hombres normales.
Cerca de La Chila se entra en los rasos de Lizarrate donde nos encontramos con dos enormes piedras naturales que se conocen como «Las Calvas de Sansón» que se supone fueron utilizadas por ese personaje mitológico para jugar (aclarar que en la zona cualquier piedra de forma redondeada se llama calva, y también se conocía con ese nombre a un juego que consistía en tirar piedras (calvas) a otra piedra rectangular colocada verticalmente en el suelo).